# Allied Command Europe Rapid Reaction Corps
Das Allied Command Europe Rapid Reaction Corps (ARRC) ist ein multinationales NATO-Korps unter Führung des Vereinigten Königreichs, das heute im Wesentlichen nur als Hauptquartier aufgestellt ist. Der Stab Headquarters Allied Command Europe Rapid Reaction Corps (HQ ARRC) wurde aus Teilen des ehemaligen britischen I. Korps  am 1. Oktober 1992 in Bielefeld aufgestellt und im Mai 1994 nach Rheindahlen bei Mönchengladbach verlegt. Im Sommer 2010 wurde der Sitz des Stabes nach Innsworth bei Gloucester in der englischen Grafschaft Gloucestershire verlegt. Neben dem Vereinigten Königreich beteiligen sich 16 Nationen am Korps, darunter auch Deutschland.

## Aufgaben und Fähigkeiten
Das HQ ARRC ist befähigt, unter NATO-/ oder EU-Führung als ein Hauptquartier zur Führung von Missionen der Krisenbewältigung zu agieren. Konkret kann das HQ ARRC in der Funktion dieser Typen von Hauptquartieren eingesetzt werden:
- ein Korps-Hauptquartier
- ein Land Component-Hauptquartier
- ein Combined Joint Force Land Component Command
- ein Land Component HQ in command of the NATO Response Force

Das ARRC ist dem SHAPE unterstellt und als Rapidly Deployable Corps Headquarters bzw. High Readiness Force (Land) HQ klassifiziert. Es ist damit auch befähigt, Kräfte für die Schnelle Eingreiftruppe der NATO zu stellen. Das Hauptquartier ist innerhalb von fünf bis 30 Tagen weltweit verlegbar und operationsfähig inklusive der Erfüllung aller Selbstschutz- und Führungsunterstützungsanforderungen.

## Gliederung
Ständig präsent sind im ARRC nur der Stab mit entsprechenden Führungsunterstützungskräften wie Fernmelder, Pioniere und Sicherungseinheiten. Im Einzelnen unterstehen dem Führungsstab:
- Central Staffs (Unterstützungsgruppe für den Kommandierenden General)
- Operations Division (Planungs-/ und Führungsstab)
- Rear Support Command (verantwortlich für die Verlegung des HQ ARRC)
- Combat Service Support Division (Kampfunterstützungsabteilung)
- G6 Abteilung (IT-Unterstützung)
- Engineer Branch (Pionierkommando)
- 1. (UK) Fernmeldebrigade (Elmpt und Rheindahlen)

Leitnation des ARRC ist Großbritannien, es wird von einem britischen 3-Sterne-General geführt. Großbritannien finanziert das Korps zu etwa 80 % und stellt rund 60 % der Soldaten. Zu den 16 weiteren beteiligten Nationen, die jeweils Teile des Stabes oder auch nur Verbindungsoffiziere stellen, gehören: Belgien, Dänemark, Deutschland, Frankreich, Griechenland, Italien, Kanada, Niederlande, Norwegen, Polen, Portugal, Spanien, Tschechische Republik, Türkei, Ungarn und USA. Der Stab des ARRC besteht aus etwa 400 Personen. Die feste Assignierung definierter nationaler Divisionen und deren bedarfsgesteuerter Unterstellung ist mit Umwandlung in eine High Readiness Force (Land) HQ aufgegeben worden. Die beteiligten Nationen können aber im Bedarfsfall oder zu Übungen weiterhin benötigte Kräfte stellen. Dies sind zurzeit:
- 1. Panzerdivision
- 1st (UK) Division
- 3rd (UK) Division
- Divisione “Acqui”
- Danske Division

## Geschichte

### Anfangsjahre
Das ARRC wurde im Oktober 1992 im Rahmen einer Parade in Bielefeld in Dienst gestellt. Der Stab dieses multinationalen Verbandes, das Headquarters ARRC (HQ ARRC) wurde aus dem ehemaligen britischen I. Korps gebildet und ist seit Mai 1994 im JHQ Rheindahlen bei Mönchengladbach stationiert. Das ARRC gehörte zum Allied Command Europe (ACE) und war in Friedenszeiten dem Oberkommandierenden des NATO-Hauptquartiers Europa (SHAPE), Supreme Allied Commander Europe (SACEUR) unterstellt. Das HQ ARRC konnte bis zu vier Divisionen gleichzeitig in einer militärischen Operation in Europa führen. Dazu wurden durch die beteiligen NATO-Nationen zehn Divisionen als Optionen für einen solchen Einsatz assigniert. Dies waren:
- 1. Gepanzerte Division (UK) – Deutschland – 18.500
- 3. Mechanisierte Division (UK) – Großbritannien – 18.500
- 1. Gepanzerte Division (US) – Deutschland – 22.000
- 7. Panzerdivision (GE) – Deutschland – 19.000  (aufgelöst 2006, Aufgabe zunächst übernommen durch 1. Panzerdivision)
- Spanish Rapid Reaction Division (FAR) – Spanien 10.000
- 3. Mechanisierte Division (IT) – Italien – 18.000
- 2. Mechanisierte Infanterie-Division (GR) – Griechenland
- 1. Mechanisierte Division (TU) – Türkei – 13.600
- Multinationale Division North, ab 1994: Multinational Division Central (GE, BE, NL, UK) (2002 aufgelöst)
- Multinationale Division South (IT, GR, TU) (mittlerweile aufgelöst)

Gleichzeitig stellten die Nationen eine breite Palette von Kampfunterstützungseinheiten als mögliche Korpstruppen zur Verfügung. Zu den 17 beteiligten Nationen gehörten: Belgien, Dänemark, Deutschland, Frankreich, Griechenland, Großbritannien, Italien, Kanada, Niederlande, Norwegen, Polen, Portugal, Spanien, Tschechische Republik, Türkei, Ungarn und USA.

### Transformation
Im Rahmen der Transformation der NATO wurde das ARRC schrittweise zum Korps Hauptquartier mit den heutigen Aufgaben umgewandelt. Das ARRC testete dazu zwischen dem 18. Februar und 7. März 2002 mit einem Manöver in Sennelager seine Einsatzbereitschaft als „schnell verfügbarer Korpsstab“ (HRF) und bestand diesen Test erfolgreich. Mit der Übung ARRCADE GUARD sollten sowohl die militärischen Fähigkeiten als auch Möglichkeiten zur Friedenssicherung erprobt werden. Insgesamt waren 2.500 Soldaten an der Übung beteiligt.
In der neuen NATO-Kommandostruktur ist das ARRC dem Oberkommando des NATO-Hauptquartiers in Europa Supreme Headquarters Allied Powers Europe (SHAPE) unterstellt. Das ARRC ist jetzt eines der sieben schnell einsetzbare multinationale Korpshauptquartiere (High Readiness Forces).

### Einsätze

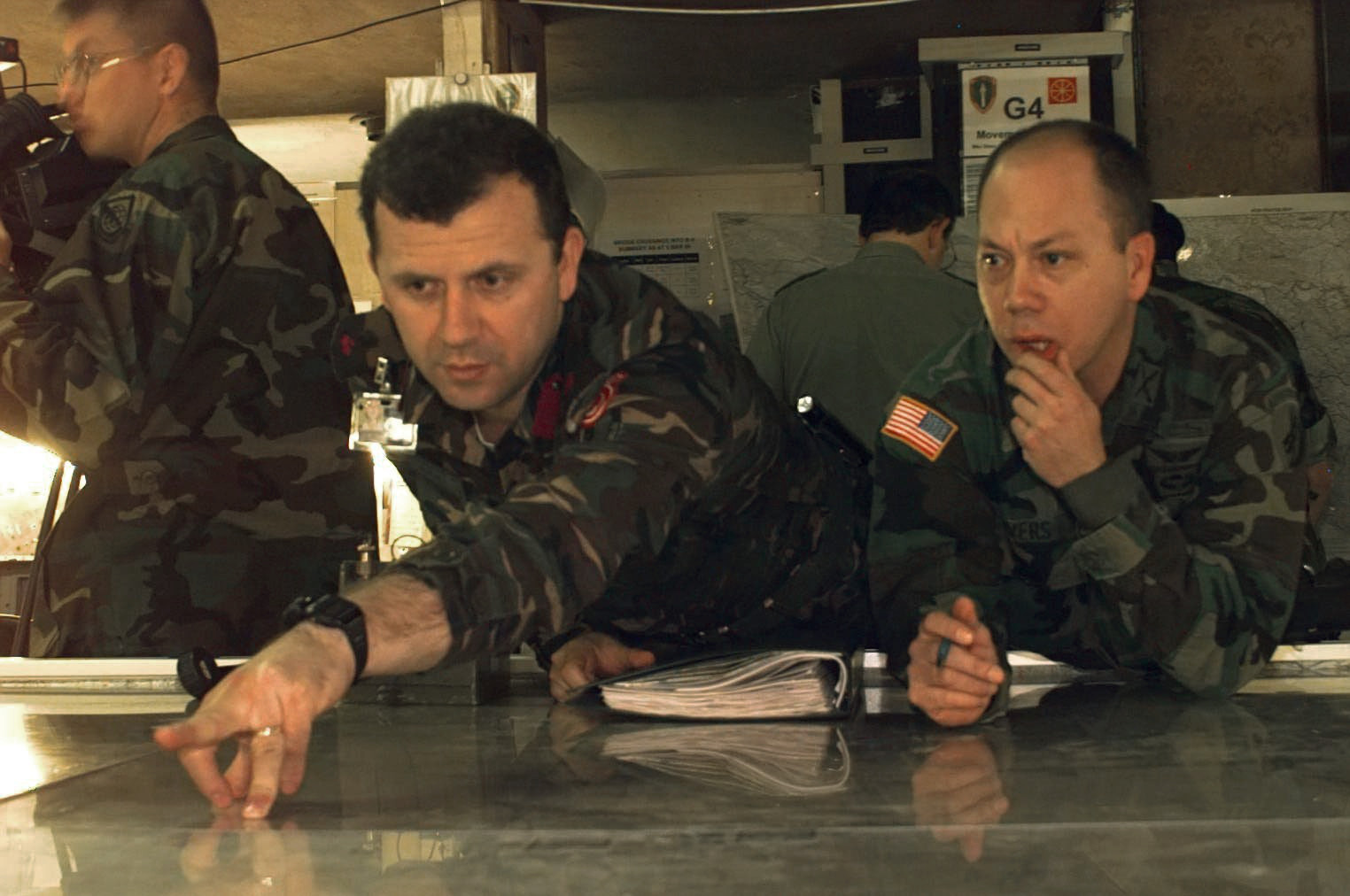
Bosnien, 1996: Mit Unterstützung des amerikanischen Heeres stellte das ARRC in Sarajevo ein Hauptquartier für die IFOR

Das ARRC führte Auslandseinsätze im Rahmen von:
- IFOR: Von Mai 1995 bis 1996 führte das HQ ARRC als Land Component Command (LCC) zusammen mit US-amerikanischen Offizieren die NATO Operation „Implementation Force“ (Peace Implementation Forces, IFOR) im ehemaligen Jugoslawien. Beteiligt war u. a. die britische 24th Airmobile Brigade mit 5500 Soldaten, sowie 4000 französische und 180 niederländische Soldaten. Am 25. Juli 1995 geraten Teile des ARRC am Berg Igman nahe Sarajewo in ein Feuergefecht mit bosnischen Serben. Im April 1996 wurde Holger Kammerhoff stellvertretender Stabschef des ARRC und kommandierte bis November 1996 das  IFOR-Hauptquartier in Kroatien.
- KFOR (1999)
- ISAF (2006)
- ISAF (2011)

Vom 9. bis 19. November 2015 nahm das ARRC mit 1700 Soldaten aus 20 NATO-Staaten und Schweden an dem Manöver Arrcade Fusion 15 in den baltischen Staaten Estland, Lettland und Litauen teil und diente als Test für die NATO Very High Readiness Joint Task Force (VJTF).

## Kommandierende Generale

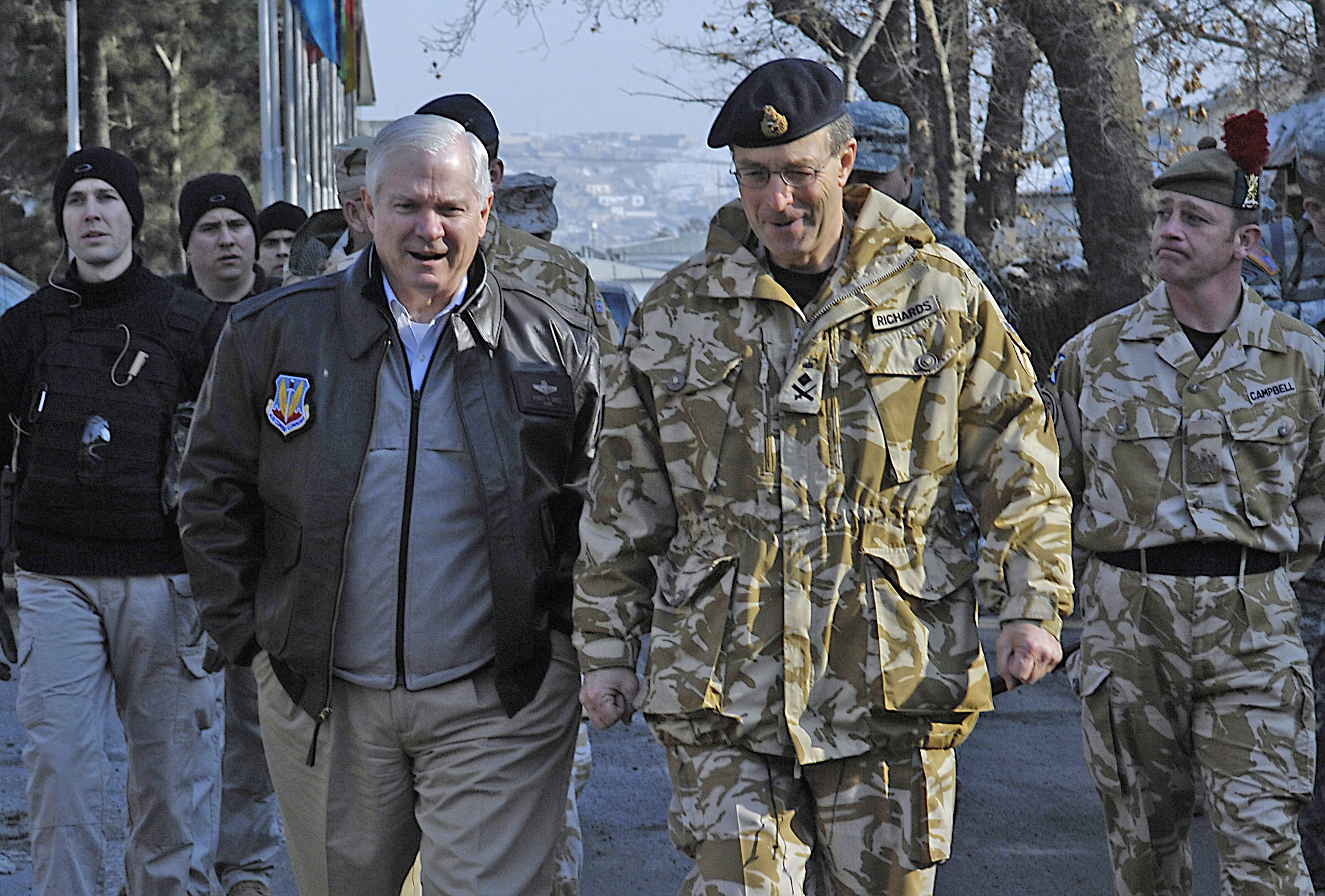
Generalleutnant David Richards während der ISAF Mission mit US-Verteidigungsminister Robert Gates in Kabul

Die bisherigen Kommandierenden Generale (COMARRC) waren:
| Name                                                       | Beginn der Berufung | Ende der Berufung |
| ---------------------------------------------------------- | ------------------- | ----------------- |
| Generalleutnant Sir Ralph Wooddisse                        | Februar 2024        | -                 |
| Generalleutnant Sir Nicholas Borton                        | 15. Dezember 2021   | Februar 2024      |
| Generalleutnant Sir Edward Smyth-Osbourne                  | Juli 2019           | 15. Dezember 2021 |
| Generalleutnant Timothy Radford                            | Juli 2016           | Juli 2019         |
| Generalleutnant Timothy Evans                              | August 2013         | Juli 2016         |
| Generalleutnant James Bucknall                             | März 2011           | August 2013       |
| Generalleutnant Richard Shirreff                           | Januar 2007         | März 2011         |
| Generalleutnant David J. Richards                          | 19. Januar 2005     | Januar 2007       |
| Generalleutnant Richard Dannatt                            | 15. Januar 2003     | 19. Januar 2005   |
| Generalleutnant Christopher Drewry                         | 26. Januar 2000     | 15. Januar 2003   |
| Generalleutnant Mike Jackson                               | Februar 1997        | Januar 2000       |
| Generalleutnant Michael Walker, Baron Walker of Aldringham | Dezember 1994       | Februar 1997      |
| Generalleutnant Jeremy Mackenzie                           | Oktober 1992        | Dezember 1994     |

## Verbandsabzeichen und Motto
Das Verbandsabzeichen zeigt eine nach oben gerichtete Speerspitze ohne Speerschaft auf grünem gotischen Schild. Die Darstellung der Speerspitze erinnert an das Verbandsabzeichen anderer multinationaler Verbände wie dem des 1. Deutsch-Niederländischen Korps. Das Verbandsabzeichen wird bei deutschen Mitgliedern des Korps ohne Korpsname am linken Ärmel getragen. Neben dem Namen des Korps enthält das Abzeichen umseitig die lateinische Inschrift: AUDENTIS FORTUNA IUVAT („Den Wagemutigen hilft das Glück“). Dieses Sprichwort geht in dieser Form auf den römischen Dichter Vergil zurück, siehe dazu in Fortes fortuna adiuvat.

## Finanzierung
Die NATO-Mitgliedsstaaten zahlen zur Finanzierung des Hauptquartiers des ACE-Rapid Reaction Corps (ARRC, einschließlich des Air Operations Coordination Centre (AOCC)) in Innsworth 2018 Mitgliedsbeiträge in Höhe von rund 2,77 Millionen Euro. Der deutsche Anteil beträgt rund 16,3 % (rund 451.000 Euro).